# Ceraclea valentinae
Ceraclea valentinae là một loài Trichoptera trong họ Leptoceridae. Chúng phân bố ở miền Cổ bắc.